# Lexa Doig
Alexandra Lecciones Doig (Toronto (Ontario), 8 juni 1973) is een Canadees actrice. Lexa speelde in de Sci-fi serie Andromeda, naast Kevin Sorbo als de Artificial Intelligence van het schip. Ze is gehuwd met acteur Michael Shanks, die ook een rol in Andromeda heeft gespeeld. 
Ze hebben samen twee kinderen. Shanks heeft een dochter uit een eerder huwelijk. 
In haar vrije tijd leest ze graag, doet ze aan rolschaatsen en speelt ze RPG games, met Dungeons & Dragons als favoriet. 

## Biografie
Doig groeide op in het Canadese Toronto. Haar moeder is van Filipijnse afkomst, haar vader is van Engelse en Schotse afkomst. In 1994 kreeg ze een eerste rol in de sciencefictionserie Tekwar, aan de zijde van William Shatner. Vanaf 2000 speelde ze een hoofdrol in Gene Roddenberry's Andromeda. Vijf jaar lang speelde ze de rol van Rommie in deze serie, een artificiële levensvorm en androïde. Op de set ontmoette ze gastacteur Michael Shanks, vooral bekend van zijn rol als Daniel Jackson in de serie Stargate SG-1, waar Doig ook op haar beurt een gastrol in had. Ze huwden in 2003 en hebben twee kinderen.